# Пфлимлен, Пьер
Пьер-Эжен-Жан Пфлимлен (фр. Pierre Eugène Jean Pflimlin) (5 февраля 1907, Рубе, Франция — 27 июня 2000, Страсбург, Франция) — французский политический деятель, христианский демократ, фактически последний премьер-министр Четвёртой республики.
Министр сельского хозяйства в 1947—1949 и 1950—1951 годах.
Председатель Народно-республиканского движения в 1956—1959 годах.
Министр экономики и финансов в 1955—1956 и 1957—1958 годах.
В мае 1958 года Пьер Пфлимлен был назначен премьер-министром Франции, но пробыл на своём посту лишь две недели. В результате алжирского кризиса 1958 года был сменён Шарлем де Голлем, в правительстве которого занял пост государственного министра.

## Правительство Пфлимлена: 14 мая — 1 июня 1958
- Пьер Пфлимлен — Председатель Совета Министров;
- Ги Молле — Вице-председатель Совета Министров;
- Рене Плевен — министр иностранных дел;
- Морис Фор — министр внутренних дел
- Пьер де Шевинье — министр вооружённых сил;
- Эдгар Фор — министр финансов, экономических дел и планирования;
- Поль Рибейр — министр торговли и промышленности;
- Поль Бакон — министр труда и социального обеспечения;
- Робер Лекур — министр юстиции;
- Жак Борденёв — министр национального образования;
- Венсан Бади[фр.] — министр по делам ветеранов и жертв войны;
- Ролан Боскари-Монссервен — министр сельского хозяйства;
- Андре Колен — министр заморских территорий;
- Эдуар Боннефуз — министр общественных работ, транспорта и туризма;
- Андре Мароселли — министр здравоохранения и народонаселения;
- Пьер Гаре — министр реконструкции и жилищного строительства;
- Эдуар Корнильон-Молинье — министр по делам Сахары;
- Феликс Уфуэ-Буаньи — государственный министр;

Изменения
- 17 мая 1958 года — Морис Фор становится министром по делам европейских институтов. Жюль Мок наследуют Фору как министр внутренних дел. Альбер Газье входит в министерство как министр информации. Макс Лежён наследует Уфуэ-Буаньи как государственный министр.

## Мэр Страсбурга
Пфлимлен в течение более чем 20 лет занимал пост мэра Страсбурга (1959—1983), причём стал первым главой этого города — католиком (Страсбург считается центром французского протестантизма). После отставки с городского поста в 1984—1987 годах был председателем Европейского парламента, штаб-квартира которого также находится в Страсбурге.
Имя Пфлимлена носит построенный в 2002 году мост через Рейн, соединяющий Германию и Францию.